# ریچارد هاتون دیویس
ریچارد هاتون دیویس (انگلیسی: Richard Hutton Davies; ۱۴ اوت ۱۸۶۱ – ۹ مهٔ ۱۹۱۸) فرد نظامی اهل پادشاهی متحد بریتانیای کبیر و ایرلند بود. وی همچنین برندهٔ جوایزی همچون نشان حمام شده‌است.